# Soleil vert
Pour le roman, voir Soleil vert.
Pour plus de détails, voir Fiche technique et Distribution.
Soleil vert (Soylent Green) est un film américain d'anticipation réalisé par Richard Fleischer, sorti en 1973.
Inspiré du roman Make Room! Make Room! (1966) de l'écrivain américain Harry Harrison, le film met en vedette les acteurs Charlton Heston et Leigh Taylor-Young, et donne son dernier rôle à l'acteur Edward G. Robinson.
Le film a notamment remporté le Grand Prix du Festival d'Avoriaz 1974, alors qu'il était en concurrence avec le film Mondwest de Michael Crichton, sorti la même année.
Librement inspirée du roman de Harrison, cette dystopie combine le genre du film policier et de la science-fiction. 
Dans une année 2022 et une ville de New York de fiction, les humains ont épuisé la quasi-totalité des ressources naturelles. Les océans sont mourants et la canicule est présente toute l'année en raison de l'effet de serre, conduisant à l'épuisement des ressources naturelles, la pollution, la pauvreté, la surpopulation et l'euthanasie volontaire. Il existe une nouvelle forme d'aliment, le « soleil vert », distribué par l'entreprise Soylent qui gère la distribution alimentaire. Il s'agit d'un aliment préconditionné sous forme de tablettes et qui parvient à nourrir une population miséreuse et dépassée par la situation. La police, très répressive à l'égard de cette population, assure l'ordre. À la suite de l'enquête sur le meurtre de Simonson, un riche homme d'affaires, le détective Thorn, assisté par le vieux professeur « Sol » Roth, véritable mémoire du temps passé, va découvrir, au péril de sa vie, l'incroyable réalité d'une société devenue anthropophagique sans le savoir. Thorn s'aperçoit que cette caste fait tout pour l'empêcher de découvrir la vérité,.

## Synopsis
Le film commence par une succession d'images présentant l'industrialisation de la planète amorcée au XIXe siècle et amplifiée durant le XXe siècle et le XXIe siècle, celle-ci conduisant à la surpopulation et à la pollution mondiale,.
L'action du film se déroule à New York en 2022. Les ressources naturelles étant épuisées, la population est nourrie par Soylent Industries, une entreprise qui se présente comme fabricant d'aliments de synthèse à partir du plancton océanique ou de germes de soja. La métropole est devenue une mégapole de 44 millions d'habitants. Il y règne en permanence une température de 33 °C. L'eau est devenue rare. La faune et la flore ont quasiment disparu. La nourriture issue de l'agriculture également,. La plupart des habitants n'ont pas les moyens d'acheter des aliments naturels, les prix étant exorbitants. Ils en sont réduits à manger des produits de synthèse rationnés, fournis par la multinationale Soylent Industries, sous forme de tablettes carrées de couleur jaune, rouge ou bleue, vendus à un prix plus abordable mais restant assez élevé, entraînant ainsi des émeutes récurrentes,.
Le lancement d'un nouvel aliment, le Soleil vert (en anglais : Soylent Green) , plus nutritif mais extrêmement cher et disponible uniquement le mardi, entraîne des émeutes de citoyens affamés sévèrement réprimées à l'aide d'engins appelés « dégageuses » (scoop en anglais), sortes de camions-bennes munis d'un large godet de bulldozer ramassant les émeutiers par grappes afin de canaliser les émeutes.

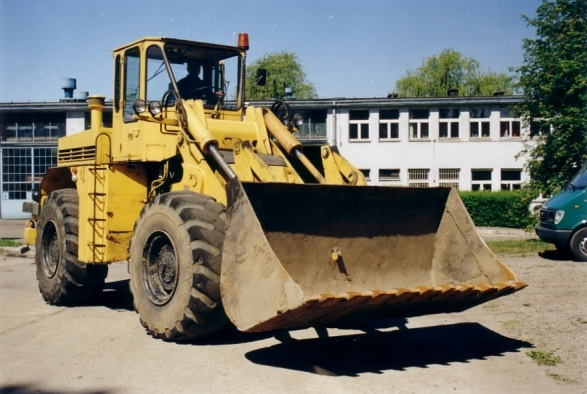
Dans le film, d'énormes camions équipés de lames soulèvent des humains afin de désobstruer les rues de New York saturées par la foule en émeute.

Le policier Frank Thorn, un détective « de premier ordre » du New York City Police Department, vit avec son ami Solomon « Sol » Roth, un vieux Juif lettré dans le petit appartement délabré d'un immeuble surpeuplé où la cage d'escalier est occupée par de nombreux sans-abri. Sol, nostalgique du passé, peste contre ce qu'est devenu le monde, tandis que Thorn, plus jeune, se satisfait de la nourriture synthétique et la canicule perpétuelle.
Dans le même temps, William Simonson, l'un des dirigeants de la société agroalimentaire Soylent Corporation, est retrouvé mort dans son appartement situé dans une tour sécurisée des beaux quartiers de Chelsea. Thorn est chargé de l'enquête et va découvrir que cette affaire, rapidement étiquetée comme étant un crime crapuleux, se révèle être en fait un assassinat visant à empêcher Simonson de révéler un terrible secret. Thorn comprend que Tab Fielding, le garde du corps du dirigeant, est complice car il s'est absenté au moment du meurtre et que le système de sécurité était en panne. Thorn profite de sa fonction pour dérober divers objets et rapporter chez lui des aliments frais, de la viande et du bourbon qu'il partage avec Sol.
Poursuivant son enquête, Thorn revient dans l'appartement, noue une relation avec la compagne de Simonson, Shirl, une jeune femme ayant le statut de simple « mobilier » et dont le prochain locataire pourra disposer à sa guise.
Thorn découvre que Tab Fielding habite dans un bel appartement et qu'il a les moyens d'acheter de la nourriture naturelle, telle de la confiture de fraises. Les soupçons du policier se confirment et malgré les ordres de son supérieur, il refuse de clore l'enquête. Se rendant dans l'église où Simonson avait ses habitudes, il rencontre le prêtre et devine que ce dernier fut le destinataire d'un douloureux secret lors d'une confession.
Thorn se révélant trop curieux, Donovan, l'homme chargé de la sécurité de l'État et qui travaille pour le gouverneur Santini, reçoit l'ordre de le supprimer. Il utilise son tueur à gages, Gilbert, qui se révèle être aussi l'auteur de l'exécution de Simonson. Profitant d'une émeute due à l'épuisement des stocks de Soylent Green, Gilbert tente de tuer Thorn en lui tirant dessus mais échoue par deux fois, tant la foule est dense. Thorn finit par maîtriser Gilbert et le projette sous une « dégageuse », qui finit par l'écraser.

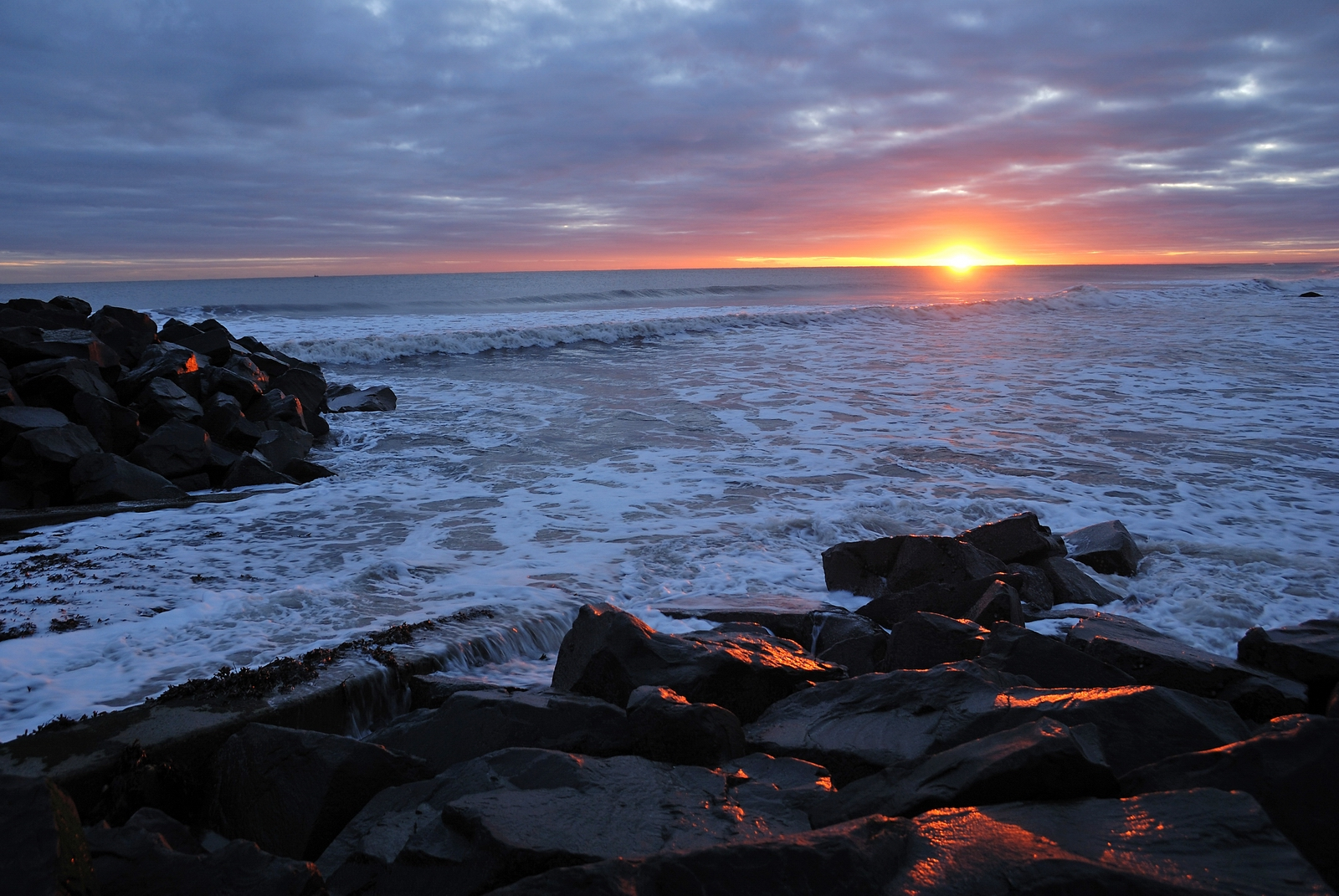
Durant la mort programmée de son ami Sol, une projection de films permet à Thorn de découvrir le « monde d'avant ».

Pendant ce temps, Sol se rend à l'Échange, une bibliothèque où se réunissent des gens instruits, sorte de comité des sages consultatif pouvant émettre un avis auprès d'instances internationales. Sol leur montre les deux rapports d'activité de la société Soylent Corporation que Thorn avait découverts chez Simonson. Face aux conclusions du Comité, horrifié et désemparé, Sol comprend pourquoi Simonson a été assassiné. Ne pouvant garder ce secret, il décide alors de se rendre au Foyer, endroit réservé aux personnes souhaitant se faire euthanasier. Thorn se précipite mais arrive trop tard pour empêcher Sol de mourir. Il réussit à assister aux dernières minutes de son ami : sur un immense écran, Thorn voit défiler, en écoutant des extraits des premiers mouvements de la sixième symphonie de Tchaïkovski et de la sixième symphonie de Beethoven (la Pastorale) ainsi que du Peer Gynt d'Edvard Grieg (Au matin et La Mort d’Åase), les images de ce qu'était la Terre autrefois : des paysages magnifiques, la vie sauvage, la beauté de la nature. Avant de mourir, Sol lui demande de trouver la preuve que la société Soylent n'est pas ce qu'elle prétend être. 
Thorn se glisse dans les coulisses du Foyer et s'introduit dans l'un des camions-bennes qui emmènent les cadavres à l'extérieur de la ville à destination de ce que l'on croit être un crématorium. Il parvient à s'introduire dans les lieux en se cachant sur le toit du camion-benne. En explorant les locaux de l'usine, il découvre alors que le Soylent Green est, en réalité, fabriqué à partir des cadavres de personnes euthanasiées, alors même que le discours officiel affirme que cet aliment est fabriqué à partir de plancton. En réalité, même les océans sont devenus stériles et l'anthropophagie fait désormais partie intégrante de la chaîne alimentaire humaine et en est même le principal maillon. Pourchassé par les tueurs au service du gouverneur Santini, dont Tab Fielding, Thorn trouve refuge dans l'église qu'il avait déjà visitée, occupée par de nombreux sans-abri. Il finit par être grièvement blessé par balle, non sans avoir tué tous ses poursuivants et avoir poignardé à mort Tab Fielding. Quand son supérieur arrive à sa rescousse, Thorn lui apprend que le « Soylent Green est fabriqué avec des gens » (« Soylent Green is made out of people! ») à l'image, lui dit-il, du bétail utilisé pour faire de la nourriture. Il supplie son supérieur de tout révéler, celui-ci acquiesçant avec une certaine ambiguïté sur ses intentions futures. Alors qu'on l'emmène sur un brancard, Thorn crie à la foule assemblée autour de lui que « le Soleil vert, c'est de la chair humaine ! » (« Soylent Green is people! »).

## Fiche technique
- Titre original : Soylent Green
- Titre français : Soleil vert
- Réalisation : Richard Fleischer
- Scénario : Stanley R. Greenberg, d'après le roman Soleil vert, de Harry Harrison
- Direction artistique : Edward C. Carfagno
- Costumes : Pat Barto
- Photographie : Richard H. Kline
- Montage : Samuel E. Beetley
- Musique : Fred Myrow (en)
- Production : Walter Seltzer (en) et Russell Thacher
- Pays d'origine :  États-Unis
- Langue originale : anglais
- Format : couleur (Metrocolor) — 35 mm — 2,35:1 — Mono
- Genre : Science-fiction, anticipation
- Durée : 93 minutes
- Dates de sortie[14] :
  - États-Unis : 19 avril 1973 (première à New York) et 9 mai 1973 (sortie nationale)
  - France : 26 juin 1974, interdit aux moins de douze ans

## Distribution

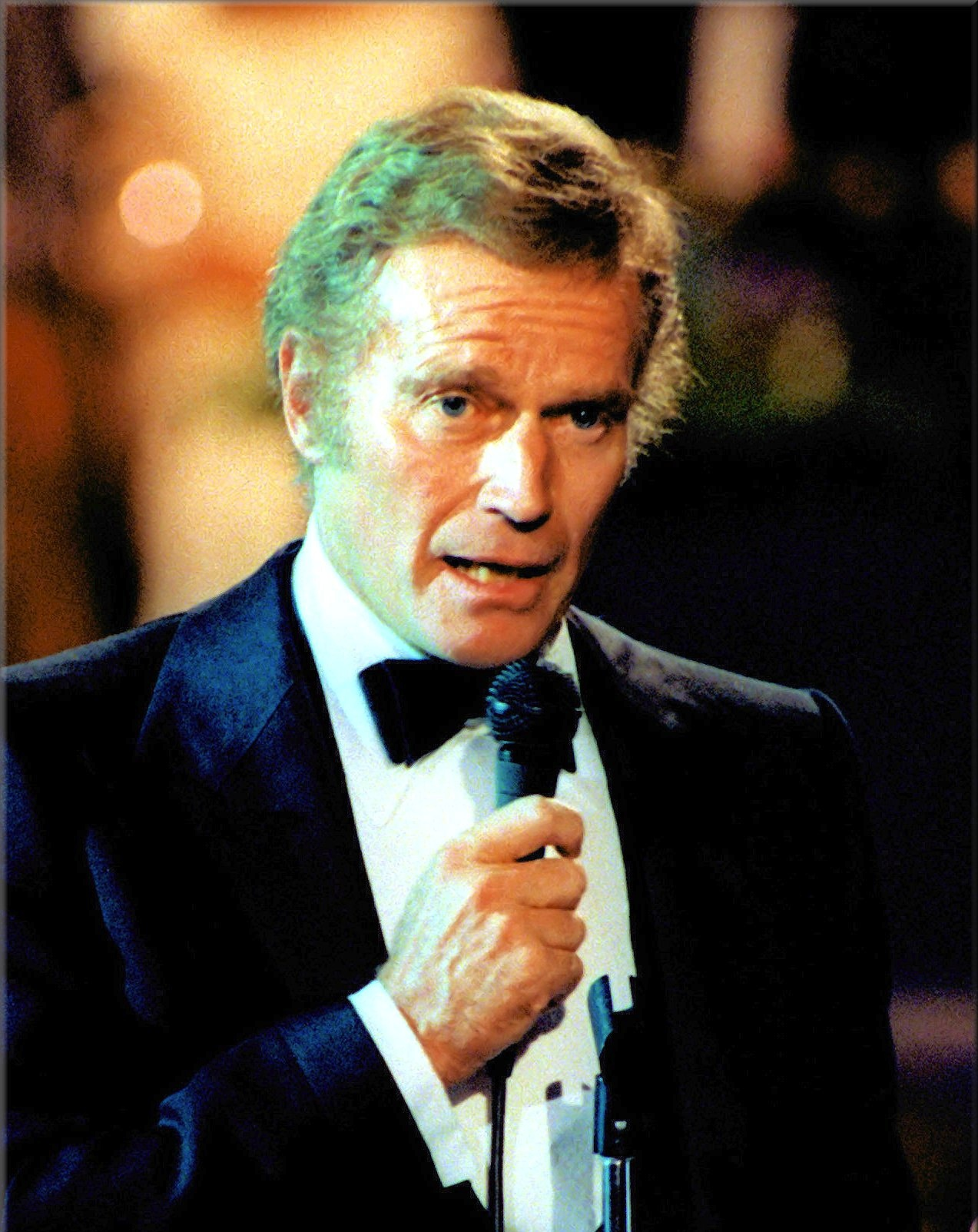
Charlton Heston en 1981.

- Charlton Heston (VF : Jean-Claude Michel) : le détective Frank Thorn
- Leigh Taylor-Young (VF : Béatrice Delfe) : Shirl
- Edward G. Robinson (VF : Serge Nadaud) : Solomon « Sol » Roth
- Chuck Connors (VF : Jean-Claude Balard) : Tab Fielding
- Joseph Cotten (VF : Roland Ménard) : William R. Simonson
- Brock Peters (VF : Sady Rebbot) : le lieutenant Hatcher
- Lincoln Kilpatrick (VF : Med Hondo) : le père Paul
- Leonard Stone (en) (VF : Jacques Ciron) : Charles
- Whit Bissell (VF : Jacques Thébault) : le gouverneur Santini
- Paula Kelly (VF : Annie Sinigalia) : Martha Phillipson
- Stephen Young (VF : Michel Bedetti) : Gilbert
- Mike Henry (VF : Pierre Garin) : le sergent Kulozik
- Roy Jenson : Donovan, le chef de la sécurité de l'État
- Celia Lovsky (VF : Hélène Manson) : la leader de l'Échange
- Cyril Delevanti, Morgan Farley, Belle Mitchell : les lecteurs de l'Échange
- Dick Van Patten (VF : Claude d'Yd) : le premier huissier

## Production

### Préproduction
Soylent green est l'adaptation cinématographique d'un roman peu connu de Harry Harrison, publié en 1966 aux États-Unis : Make room! Make room! (Soleil vert, en français) qui décrit un New York surpeuplé où s'entassent des millions de chômeurs, où les automobiles ne roulent plus et où règnent le rationnement et la violence. Seule une classe de riches privilégiés profite des maigres ressources encore disponibles. L'action se situe non pas en 2022 mais en 1999. 

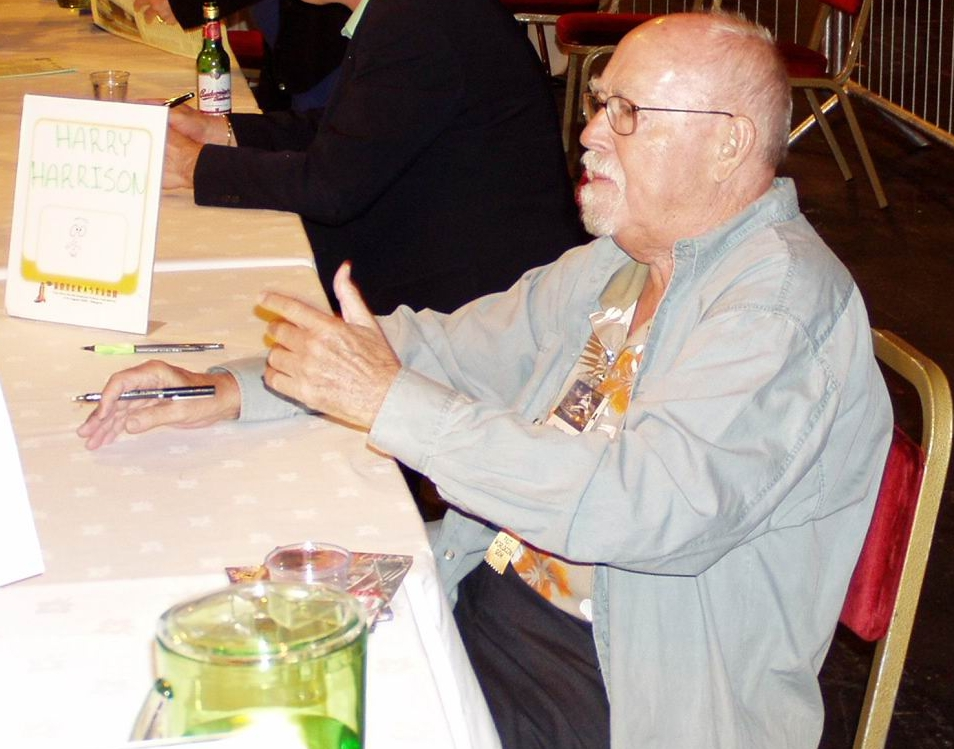
Le romancier Harry Harrison en 2005.

Lors de son adaptation au cinéma, les producteurs du film décidèrent de changer le titre de l’œuvre, craignant que le public ne fasse l'amalgame avec une série populaire de l'époque intitulée Make room for Daddy (en). 
Le roman original Make room! Make room! diffère sensiblement du film. Le thème central est le risque d'explosion démographique, toujours une crainte à une époque où la dénatalité n'a pas encore remplacé le baby-boom et où l'opinion conservatrice américaine s'oppose au contrôle des naissances pour des raisons principalement religieuses (cependant, la pilule et l'avortement sont déjà légaux dans certains États américains). Le sujet était débattu à l'époque : la pilule est longue à se généraliser en Occident, les pays en voie de développement sont encore loin de montrer le moindre signe de décollage économique. L'entassement, le manque de place (Make room!) menacent donc au Nord comme au Sud. Par ailleurs, la violence urbaine fait son apparition. Enfin, la contre-culture est en train de naître dans le quartier bohème de San Francisco, résolument anti-industrielle : les hippies. C'est dans ce contexte que naît Make room! Make room!, un récit moins écologiste que malthusien. Le roman est un plaidoyer appuyé en faveur de la contraception et du contrôle des naissances, s'en prenant clairement aux Églises et aux conservateurs.
Le film, en revanche, sorti en 1973, est tourné en 1972. Depuis l'époque du roman, l'air du temps a changé. La peur de l'explosion démographique, qui s'éloigne des pays industrialisés, passe désormais sans disparaître complètement derrière une nouvelle angoisse : la destruction de l'environnement et la raréfaction des matières premières. La pollution devient un thème récurrent dans l'actualité, les premiers partis et groupes de pression écologistes s'organisent. Les producteurs et agriculteurs opposés à l'agriculture intensive s'alarment, ainsi que le Club de Rome, qui publie depuis 1967 rapport sur rapport, et vient de sortir son Les Limites à la croissance (Meadows Report, 1972). Il faut souligner aussi l'impact contextuel de Sortir de l'ère du gaspillage : demain et d'un essai pour le moins terrifiant du sociologue britannique Gordon Rattray Taylor (en) intitulé Le Jugement dernier qui annonce, à coups de graphiques, la fin du monde si rien n'est fait pour inverser les tendances consuméristes. Soleil vert arrive donc, commercialement, dans un contexte idéal.

### Scénario
Comme souvent à Hollywood, Soleil vert a failli ne pas être tourné. La Metro-Goldwyn-Mayer n'aime pas le scénario de départ, la seule utilisation du thème de la surpopulation lui paraît insuffisante : « c'est une bonne idée, mais il faut rendre le film plus frappant ».
Pour rendre compte des préoccupations écologiques du film, le réalisateur Richard Fleischer embaucha comme conseiller technique Frank R. Bowerman, qui fut président de l'Académie américaine pour la protection de l'environnement, orientant le scénario à l'origine simplement malthusien vers ce qui sera le premier grand film écologiste.
Plus ou moins associé au script, Harry Harrison doit donc batailler pour éviter la dénaturation de son œuvre, mais reconnaîtra plus tard que les idées « imposées par le studio » étaient excellentes : à la surpopulation seront donc ajoutées l'euthanasie des vieillards (mais pas seulement : on aperçoit des jeunes gens dans la file d'attente, le suicide, ouvert à tous, y est donc institutionnalisé), puis une idée encore plus terrifiante : le Soylent Green sera fait à partir de cadavres, c'est donc l'industrialisation du « cannibalisme ». « L'océan agonise », hurle Robert Thorn (Charlton Heston), « le plancton a cessé d'exister » : telle est la cause qu'il révèle à la fin.
Par ailleurs, fut décidée presque au dernier moment, avec des stock-shots choisis par le monteur du film, la scène où Sol Roth (Edward G. Robinson), avant d'être euthanasié, devient le spectateur dans un endroit qui fait penser aux futurs dômes IMAX, de documentaires animaliers, de films sous-marins, de paysages naturels magnifiques, images banales mais qui surgissent à l'écran après une heure et demie de plans généraux d'un New York devenu un bidonville, baignant dans un smog jaunâtre, rempli d’émeutiers affamés et dormant dans la rue. Le spectateur, en empathie avec l'acteur euthanasié et avec le policier bouleversé de découvrir un monde qu'il n'a pas connu, comprend que tout cela n'existe plus, détruit par la pollution.
Le film décrit en outre des politiciens corrompus, des nantis cyniques repliés dans leur tour d'ivoire sécurisée et des scènes d'émeute qui renvoient aux sociétés fascistes et staliniennes, voire à des images de camps de concentration lorsque des pelleteuses géantes soulèvent des corps ; l'allusion est manifeste lors de la scène de l’Échange (Exchange), avec le comité des sages : « Dieu n'est plus là », dit l'une des lectrices. Les femmes, celles qui sont jeunes et jolies, ne sont plus que du mobilier dont héritent les riches locataires des beaux appartements des quartiers Ouest.
Certaines modifications ont été apportées par rapport au script original. La scène où Sol Roth et Thorn partagent un repas de la « Belle Époque » n'était pas dans le script original. Elle a été rajoutée par Richard Fleischer à la demande de Charlton Heston et d'Edward G. Robinson eux-mêmes. En revanche, une série de scènes où Thorn et Sol partagent leur appartement avec une famille a, plus tard, été supprimée.

### Attribution des rôles
Richard Fleischer avait précédemment réalisé Le Génie du mal, avec Orson Welles, un film contre la peine de mort. Il s'entoure pour ce film d'au moins trois acteurs ayant déjà tourné avec Welles : Joseph Cotten (Simonson), Charlton Heston et Edward G. Robinson.

### Tournage
Le tournage s'est déroulé du 5 septembre au 3 novembre 1972 à Los Angeles et El Segundo. Le consultant technique du film, Frank R. Bowerman, était à l'époque président de l'Académie américaine pour la protection de l'environnement.
Edward G. Robinson était totalement sourd quand il a fait le film, ce qui occasionna plusieurs problèmes durant le tournage. Ce fut sa dernière apparition à l'écran. Alors qu'il interprète cette terrible scène d'euthanasie, il est déjà très malade. Atteint d'un cancer de la vessie, l'acteur meurt peu de temps après la fin du tournage, le 26 janvier 1973. Charlton Heston a déclaré plus tard qu'il pleurait vraiment en jouant la scène où Thorn découvre qu'il ne peut plus arrêter le suicide de Sol. En fait, il était le seul à savoir sur le plateau de tournage que Robinson était réellement en train de mourir d'un cancer.
Harry Harrison fut également conseiller à la réalisation du « main title », l'introduction du film, un montage saisissant qui montre en accéléré l'essor de la société industrielle moderne du XIXe siècle à nos jours, enchaînement de plans fixes issus de photographies de plus en plus violentes. Cette séquence est servie par une musique signée Fred Myrow.
Il s'agit du dernier film tourné aux studios de la Metro-Goldwyn-Mayer[réf. nécessaire].

### Musique
Lors de la présentation visuelle regardée par Sol à la clinique, la première musique entendue est le premier mouvement de la Sixième symphonie de Tchaïkovski puis un extrait de la Sixième symphonie de Beethoven. Les deux derniers thèmes sont extraits de la musique de scène d'Edvard Grieg pour la pièce Peer Gynt d'Ibsen : lorsque le troupeau de moutons apparaît, on entend Au matin et la dernière musique entendue est La mort d'Ase.

## Accueil

### Critique
Aux États-Unis, le film reçut un accueil assez positif. Le critique A. H. Weiler (en) du New York Times présente cependant une analyse mitigée où il conteste la plausibilité de ce futur mais reconnaît la maîtrise de la mise en scène. De manière assez ironique, la principale critique faite au film à cette époque fut son aspect invraisemblable (par exemple pour le New Yorker), alors que cinquante ans plus tard, c'est précisément pour la justesse de ses prédictions que le film est encore loué. 
En France, Samuel Douhaire du magazine Télérama reconnaît au travers d'un éditorial de 2008, en citant ce film, que le réalisateur Richard Fleischer « a tâté de tous les genres, le plus souvent avec bonheur ».
Sur le site agrégateur de critiques Rotten Tomatoes, le film est crédité d'un score de 72 % d'avis positifs, sur la base de 39 critiques collectées et une note moyenne de 6,1/10 ; le consensus du site indique : « Bien qu'il soit certes mélodramatique et irrégulier par endroits, [Soleil vert] convainc finalement grâce à sa vision sombre et plausible d'un avenir dystopique ». Sur Metacritic, le film obtient une note moyenne pondérée de 66 sur 100, sur la base de 13 critiques collectées ; le consensus du site indique : « Avis généralement favorables ».
Selon le site web spécialisé Cinéma fantastique, le film Soleil Vert demeure un « monument du cinéma d’anticipation ».

### Box office
Sorti en 1974 en France, le film a compté 2 284 681 entrées, dont 694 459 à Paris, soit le troisième meilleur score pour l'ensemble des films du réalisateur Richard Fleischer (après Vingt Mille Lieues sous les mers, sorti en 1955, et Les vikings, sorti en 1958).

## Distinctions

### Récompenses
- Festival international du film fantastique d'Avoriaz 1974 : Grand prix[17]
- Saturn Awards 1975 : Meilleur film de science-fiction

### Nomination
- Hugo Awards : nomination pour le Meilleur film de l'année (Best Dramatic Presentation) : Richard Fleischer, Stanley Greenberg et Harry Harrison.

### Réplique
Liste de l'American Film Institute
- AFI's 100 Years... 100 Movie Quotes : « Soylent Green is people! » (#77)

## Autour du film
- Dans le film apparaît le tout premier jeu vidéo commercialisé en série, Computer Space, créé en 1971 par Nolan Bushnell, aussi créateur d'un autre jeu célèbre, Pong, et commercialisé par la société Nutting Associates[17].
- Harry Harrison, l'auteur du roman adapté dans ce film, fut si déçu par sa première expérience avec un grand studio hollywoodien qu’il jura par la suite que jamais plus il n’accepterait qu’une de ses œuvres soit adaptée au cinéma. Ce qu'il fit[17].
- À sa sortie en France, en juin 1974, le film était interdit aux moins de douze ans[32].
- L'action du film se déroule durant l'année 2022, comme dans les films Absolom 2022 (1994) et American Nightmare (2013) qui décrivent, eux aussi, un univers dystopique.

## Analyse:Soleil vert, un film prémonitoire?
L'idée originale du film est liée au contexte d'une époque qui voit émerger les premiers partis écologistes ; ces mouvements sont les initiateurs d'une conscience environnementale généralement revendiquée comme contestataire et inspirée par la contre-culture.
En 2009, Nathalie Magne, enseignante-chercheuse en économie, évoque le film dans la revue Ethnologie française. Selon elle, Soleil vert est le film le plus ancien évoquant la vision apocalyptique d'une planète surpeuplée et subissant une catastrophe écologique. Les personnages du film évoluent dans une atmosphère étouffante et soumise à la pollution. La vie urbaine baigne dans une ambiance de corruption et de violence. Même si aucun dérèglement climatique n'est évoqué directement, la température générale a augmenté et le temps semble constant. Au début du film, le personnage de Sol Roth explique : « Est-ce que quelqu’un peut vivre dans un climat comme celui-là ? La canicule d’un bout de l’année à l’autre, on se croirait dans un four, on crève à force de transpirer [...] », indiquant que ce monde est devenu un enfer, le climat n'étant qu'un des facteurs ayant transformé la vie des protagonistes de cette fiction en véritable cauchemar.

Dans un article, paru en 2015 sur le site Allociné, Olivier Palluero évoque un article du Time Magazine publié l'année de la sortie du film : 
« Un tel chaos écologique n'est que trop probable, mais il y a eu tellement d'avertissements mélodramatiques à ce sujet dans des essais et des fictions spéculatives comme celle-ci que la répétition émousse et use le sentiment d'urgence »

Avant d'ajouter à la fin de son article (après avoir évoqué l'historien et économiste français Philippe Chalmin, spécialiste du marché des matières premières et auteur d'un ouvrage intitulé Géopolitique des ressources naturelles : prospectives 2020) que, depuis les années 1970 : 

« Dans le monde actuel, jamais l'écart entre riches et pauvres n'a été aussi important ; 827 millions (source : ONU - PAM) de personnes dans le monde ne mangent pas à leur faim ; les guerres pour le contrôle des ressources — en particulier les plus fondamentales comme l'eau — n'ont jamais été aussi présentes tandis que les sociétés sont de plus en plus sensibilisées à la chasse aux gaspillages. Jamais la surconsommation et la surproduction n'ont autant été au cœur de l'actualité. »

A l'inverse, selon une équipe de chercheurs français, Soleil Vert aura longtemps été le seul film écologiste à traiter la crise écologique sous un angle humain et politique plutôt que sous celui de la catastrophe/apocalypse (spécialité de Roland Emmerich), offrant une vision à la fois plus juste sur le plan scientifique mais aussi plus fertile sur le plan politique. 
En septembre 2019, un scientifique suédois, Magnus Soderlund, professeur et chercheur à l'école des sciences économiques de Stockholm, préconise, contre le réchauffement climatique, de manger de la chair humaine.
Un article du Boston Globe, repris sur le site de Courrier international en janvier 2022, évoque les « sombres prémonitions » de ce film pour l'année 2022, lequel se révèle, selon le journal américain, « comme furieusement proche de la réalité qui est la nôtre » .
Le documentaire de Jean-Christophe Klotz, intitulé Soleil vert, alerte rouge : quand Hollywood sonnait l’alarme, diffusé sur Arte en 2022 est consacré au film, qu'il présente comme prémonitoire. Ce documentaire présente des scènes de tournage du film, ainsi que de nombreux témoignages tels que celui de l'actrice Leigh Taylor-Young.

## Dans la culture populaire

### Cinéma
- Dans La Revanche du Petit Chaperon rouge (2011), lorsque la sorcière montre la recette des truffes à Grand-mère, l'un des ingrédients est du « Soylent Green » et a été barré, remplacé par le mot « People ».
- Dans Cloud Atlas (2012), quand Timothy Cavendish s'échappe d'une maison de retraite, il hurle aux pensionnaires qui le regardent par la véranda « Soylent Green is made of people! » (« Soleil vert est fait avec des gens ! »). Les clones sont d'ailleurs nourris de 'soap', c'est-à-dire de clones recyclés.
- Dans Turbo Kid (2015), une boîte de céréales s'appelle « Soleil Vert ».

### Télévision
- Dans la série Futurama (saison 2, épisode 4), dans la scène où Fry se demande si le Slurm, une boisson gazeuse fictive, ne serait pas fait avec des cadavres humains, Leela lui répond que la marque « Soleil vert » le fait déjà. Le professeur Farnwoth commande également du soleil vert avec une tranche de soleil orange et du soleil Coleslaw (saison 4, épisode 1).
- Dans Les Simpson (saison 17, épisode 16), la scène du suicide est reproduite avec Abraham Simpson.
- Dans South Park (saison 4, épisode 13), la vidéo projetée pour les dindes avant de les tuer est une référence à la mort de « Sol » Roth.

### Jeux vidéo
- Dans le jeu Xenogears, sous la dénomination de « Soylent System ».
- Dans Dungeon of the Endless, deux personnages (Skroig et Gorg) ont une capacité appelée « Soleil vert » qui leur permet de gagner une ressource de nourriture tous les trois ennemis tués.
- Dans l'extension Old World Blues de Fallout: New Vegas le joueur peut produire et consommer un aliment dénommé « Salient Green ».

### Emissions de radio
- Natacha Triou, « Soleil Vert : l'alerte rouge » [audio], émission La Science, CQFD (58 min), France Culture, 2 septembre 2022.
- Fabrice Drouelle, « "Soleil Vert" : un mirage écologique à Hollywood » [audio], émission Affaires sensibles (54 min), France Inter, 5 janvier 2023.

### Documentaire
- [vidéo] « Soleil vert et alerte rouge - Quand Hollywood sonnait l'alarme », Jean-Christophe Klotz (réalisateur) sur Arte, 2022, 56 min (consulté le 11 octobre 2022)